# Armeniens offentlige radio
Armeniens offentlige radio (armensk: Հայաստանի Հանրային Ռադիո, Hayastani Hanrayin Radio; forkortet Armradio) er Armeniens offentlige radiostation. Selskabet begyndte sine radiosendinger i 1926 og er et af landets største radio- og tv-selskab. Armeniens radio driver fire orkestre. Sammen med Armeniens offentlige tv-selskab er Armeniens offentlige radio medlem af EBU.
| Radio | Spire Denne artikel om radio eller radioprogrammer er en spire som bør udbygges. Du er velkommen til at hjælpe Wikipedia ved at udvide den. |